# مصاصة ليمون (فلم)
مصاصة ليمون (بالإنجليزية: Lemon Popsicle) و (بالعبرية: אסקימו לימון) سكيمو ليمون) وهو فلم إسرائيلي تم إنتاجه في سنة 1978، هو من إخراج بوعز دافيدسون وإنتاج يورام غلوبس ومناحيم غولان، ومن بطولة يفتاج كاتزور وزكي نوي وجوناثان ساغال، ويتكلم الفلم عن قصة فتاة إسمها نيلي تلتحق بجامعة ويقع 3 أصدقاء في حبها وقد بثت نسخة أمريكية عن هذا الفلم.

## روابط خارجية
- مقالات تستعمل روابط فنية بلا صلة مع ويكي بيانات